# Marica (divinità)
Marìca  è una divinità italica. Ninfa dell'acqua e delle paludi, era signora degli animali e protettrice dei neonati e della fecondità. Per questi suoi caratteri ricorda da vicino la dea Diana. Il suo nome deriva probabilmente dalla base mediterranea *mara che significa "palude".

## Localizzazione cultuale
Gli Ausoni anche detti Aurunci le dedicarono un grande tempio presso Minturno, edificato probabilmente attorno al VII/VI secolo a.C., sulla riva destra-nord, in prossimità della foce del fiume Liris, oggi Garigliano, a circa 400 metri dal mare. Sulla sponda sinistra-sud si estendeva invece il bosco sacro, il Lūcus Marīcae a lei dedicato, oggi la pineta di Baia Domizia. Il tempio era costruito con blocchi di tufo grigio provenienti dalle cave  a sud del monte Massico.

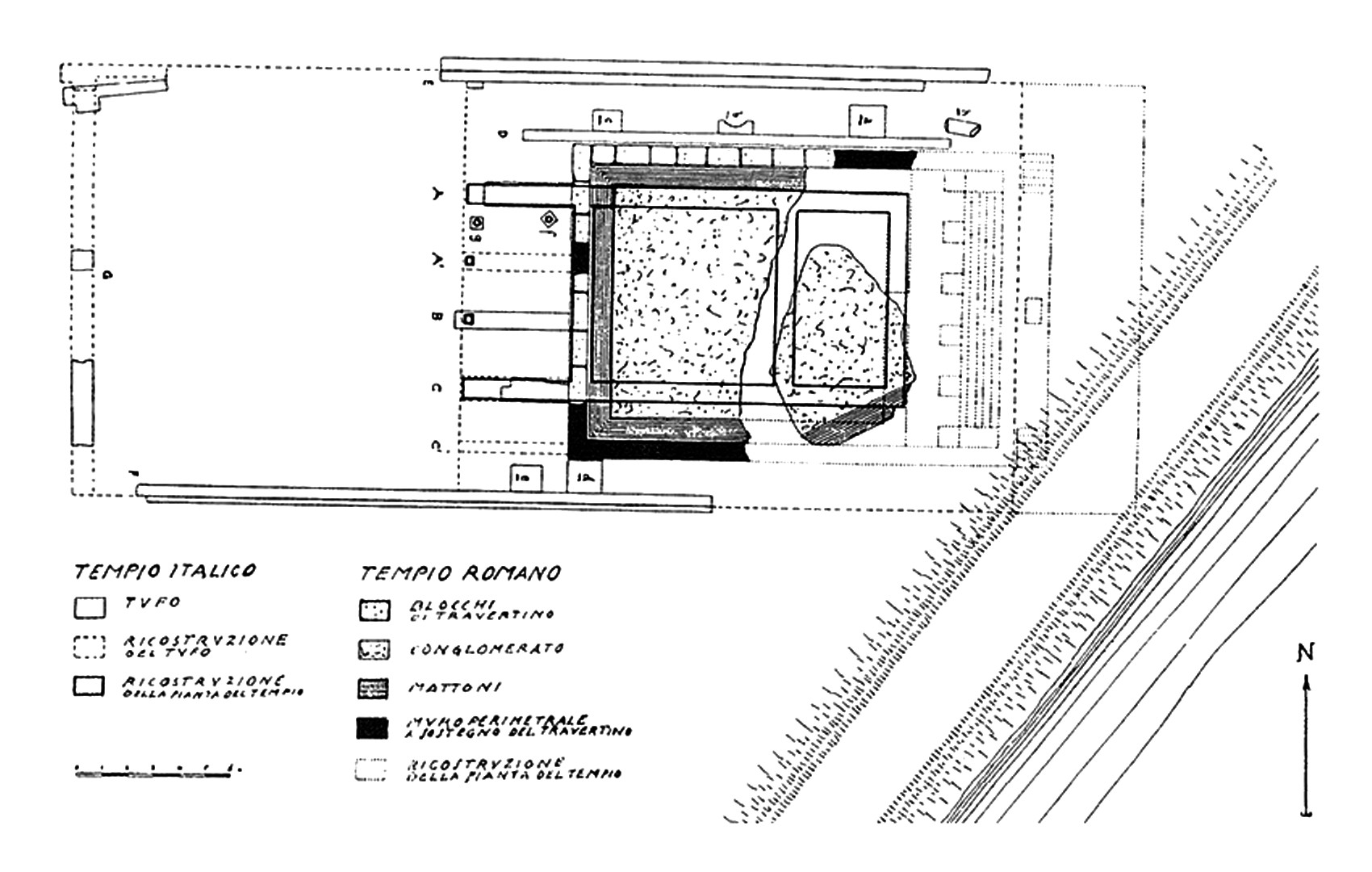
Planimetria del tempio di Marica, alla foce del Garigliano

Secondo alcuni miti romani accolti da Virgilio nell'Eneide, da Fauno (divinità dei campi e della pastorizia, primo re del Lazio) e Marìca nacque Latino, che successe al padre e promise in sposa la figlia Lavinia, già fidanzata di Turno re dei Rutuli, ad Enea esule da Troia. Era anche detta l'"incantatrice" o la "maga" perché si diceva fosse brava a trasformare gli uomini in animali. Frequentemente il mito si sovrappone a quello della maga Circe o della ninfa Calipso, con le quali viene spesso confusa.
Secondo il poeta Claudiano, che ne parla in un suo panegirico, il bosco era un querceto (quercēta Marīcae), probabilmente costituito da lecci ed alloro. Plutarco riferisce che, secondo le norme del rituale, tutto quello che veniva introdotto nel bosco non potesse essere asportato, ed era assolutamente vietato tagliare gli alberi. I romani portavano le offerte nel bosco, in genere costituite da primizie, vino ed altri frutti della terra, i cosiddetti satura lanx e piccole statuette votive in terracotta. I riti per onorare la ninfa erano molto semplici: bruciare un'erba odorosa su un'ara o sugli altri altari improvvisati con rami d'albero o gettare nell'acqua del fiume o della palude coroncine di fiori oppure le statuette votive in terracotta. Nel bosco i luoghi più sacri erano le sorgenti, le radure, i massi di roccia, le caverne naturali, le cascatelle dei fiumi, gli stagni, gli alberi, una zona satura di funghi, o piante acquatiche o medicamentose. Nel traversare un bosco, nel raccogliere erbe curative o mangerecce selvatiche, nell'attingere acque a una fonte o nel bagnarsi in un fiume, ci si rivolgeva alla ninfa del luogo e le si faceva una preghiera e un'offerta.

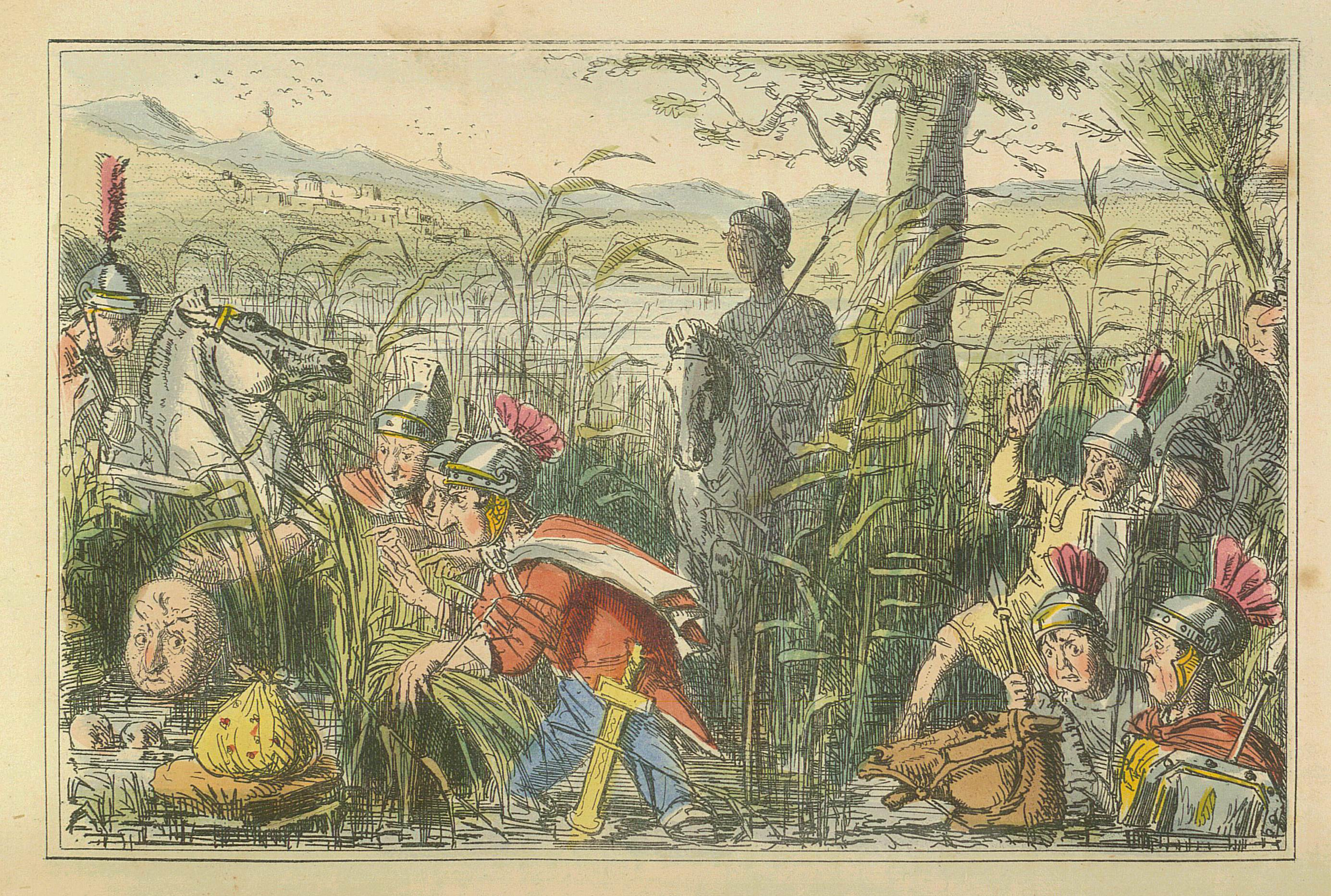
Gaio Mario nascosto nelle paludi di Marica, in un'illustrazione inglese del XIX secolo

Il bosco era allora circondato da un'estesa e profonda palude, la cosiddetta "palūs marīcae" che si estendeva su entrambe le sponde del fiume, nei pressi dell'antica Minturnae. Il Liri lo attraversava prima di allargarsi in un vero piccolo delta, alla foce.
Nelle paludi di Marìca trovò rifugio il console Gaio Mario, nell'88 a.C., per salvarsi dai sicari inviati da Silla per ucciderlo.